# Zakład Gospodarki Komunalnej w Cieszynie
ZGK Sp. z o.o. w Cieszynie – spółka komunalna posiadająca wydzielony dział komunikacji miejskiej obsługujący transport publiczny w mieście Cieszyn oraz okolicznych miejscowościach. Od roku 1991 do 1 stycznia 2003 roku jednostką odpowiedzialną za organizację i obsługę komunikacji miejskiej był MZK Cieszyn.

## Kalendarium spółki
- 1 stycznia 2003 – Powstanie firmy budżetowej U.M. Cieszyn – Zakład Gospodarki Komunalnej Sp. z o.o. przy ul. Słowiczej 59, gdzie utworzono Wydział Transportu Zbiorowego, który prowadzi działalność komunikacji miejskiej.
- 2003 – Zakup 3 Jelczy M101I.
- 2004 – Dostawa ostatniego Jelcza M101I dla ZGK Cieszyn.
- 2005/2006 – Dostawa dwóch fabrycznie nowych autobusów Jelcz M121I, wyposażonych w silniki Iveco spełniające normy spalin Euro3.
- 2008 – firma Autosan dostarcza dwa fabrycznie nowe autobusy Autosan H7-20.07.
- 2009 – ZGK Cieszyn odbiera pierwszy w historii autobus marki Solaris (Solaris Urbino 10 III o nr. tab. 172).
- W dniach od 25 lutego – 13 marca 2011 r. testowany był autobus czeskiej marki SOR BN 12.
- ZGK zaprzestaje wysyłania autobusów wysokopodłogowych (Autosanów H9-35 oraz Autosanu H10-11) na trasy liniowe. Autobusy te pełniły rolę autobusów rezerwowych w razie awarii innych autobusów niskopodłogowych.
- październik 2014 – Dostarczenie nowego autobusu SOR BN 8,5 wyprodukowanego w 2013 roku. Na cieszyńskie ulice wyjechał 24 listopada 2014 roku z nr. tab. 174.
- listopad 2015 – Dostarczenie fabrycznie nowego autobusu – Solaris Urbino 10. Na cieszyńskie ulice wyjechał 20 grudnia 2015 roku z nr. tab. 175.
- czerwiec 2017 – Testy autobusu Iveco Daily 70C17 / SKD Stratos LF38 wyprodukowanego w 2016 roku.
- październik 2017 – Wycofanie z eksploatacji autobusu Jelcz M125M (nr tab. 159).
- październik 2017 – Testy autobusu Karsan ATAK wyprodukowanego w 2016 roku.
- 28 kwietnia 2018 – Uruchomienie nowego dworca autobusowego przy ul. Hajduka (razem ze stanowiskiem dla autobusów komunikacji miejskiej).
- sierpień 2018 – Wdrożenie przez firmę R&G Inteligentego Systemu Informacji Pasażerskiej w systemie komunikacji miejskiej ZGK Cieszyn. Montaż nowych kasowników i czytników w autobusach do obsługi karty miejskiej (biletu elektronicznego).
- listopad 2018 – Zakup używanego autobusu Solaris Urbino 12 I od PKM Czechowice-Dziedzice (ex #15). Na cieszyńskie ulice wyjechał 3 grudnia br. pod numerem bocznym 177.
- grudzień 2018 – Oficjalne uruchomienie biletu elektronicznego – Cieszyńskiej Karty Miejskiej.
- grudzień 2018 / styczeń 2019 – Testy autobusu elektrycznego SOR EBN11.1 wyprodukowanego w 2016 roku.
- kwiecień 2019 – Testy autobusu hybrydowego Solaris Urbino 12 IV Hybrid wyprodukowanego w 2016 roku.
- październik / listopad 2019 – Testy autobusu elektrycznego Solaris Urbino 12 IV Electric wyprodukowanego w 2017 roku.
- 29 listopada 2019 – Dostawa dwóch fabrycznie nowych autobusów marki Solaris (Urbino 10,5 i Urbino 12 IV).
- 7 maja 2021 – Solaris wygrał przetarg na dwa ośmiometrowe elektrobusy[3]
- 19 maja 2025 - likwidacja linii 21, uruchomienie nowej linii 11 oraz 20, wydłużenie linii 22 do zajezdni przez Mnisztwo, obsługa dworca autobusowego przez linię 41 oraz likwidacja kursów linii 50 na odcinku Kochanowskiego - Słowicza

## Linie
| Linia              | Trasa                                                                                   | Uwagi                                   |
| Linie miejskie:    | Linie miejskie:                                                                         | Linie miejskie:                         |
| ------------------ | --------------------------------------------------------------------------------------- | --------------------------------------- |
| 1                  | Dworzec PKP – ul. Zamkowa – Szpital – Dworzec PKP – Szpital – ul. Zamkowa – Dworzec PKP | Linia z dwoma wariantami trasy          |
| 5                  | ul. Puńcowska III – ul. Hażlaska Jabłonna – ul. Puńcowska III                           |                                         |
| 10                 | ul. Stawowa – Błogocice - ul. Stawowa                                                   |                                         |
| 11                 | ul. Szymanowskiego - Bolko Kantora - ul. Szymanowskiego                                 |                                         |
| 20                 | ul. Słowicza – Pastwiska Katowicka; Pastwiska Katowicka – ul. Słowicza                  |                                         |
| 40                 | Krasna Szkoła – ul. Szymanowskiego; ul. Szymanowskiego – Krasna Szkoła                  |                                         |
| 41                 | Garncarska – Bielska ZOZ – os. Piastowskie – Bielska ZOZ – Słowicza                     | Linia kursująca tylko w godziny poranne |
| 50                 | Garncarska – ul. Wrzosów – Kochanowskiego                                               |                                         |
| Linie podmiejskie: |                                                                                         |                                         |
| 22                 | Hażlach Skrzyżowanie – ul. Słowicza – Hażlach Skrzyżowanie                              |                                         |
| 30                 | ul. Słowicza – Pogwizdów Bloki; Pogwizdów Bloki – ul. Słowicza                          |                                         |
| 32                 | ul. Słowicza – Kaczyce Pętla; Kaczyce Pętla – ul. Słowicza                              |                                         |
| Linie specjalne:   |                                                                                         |                                         |

## Tabor

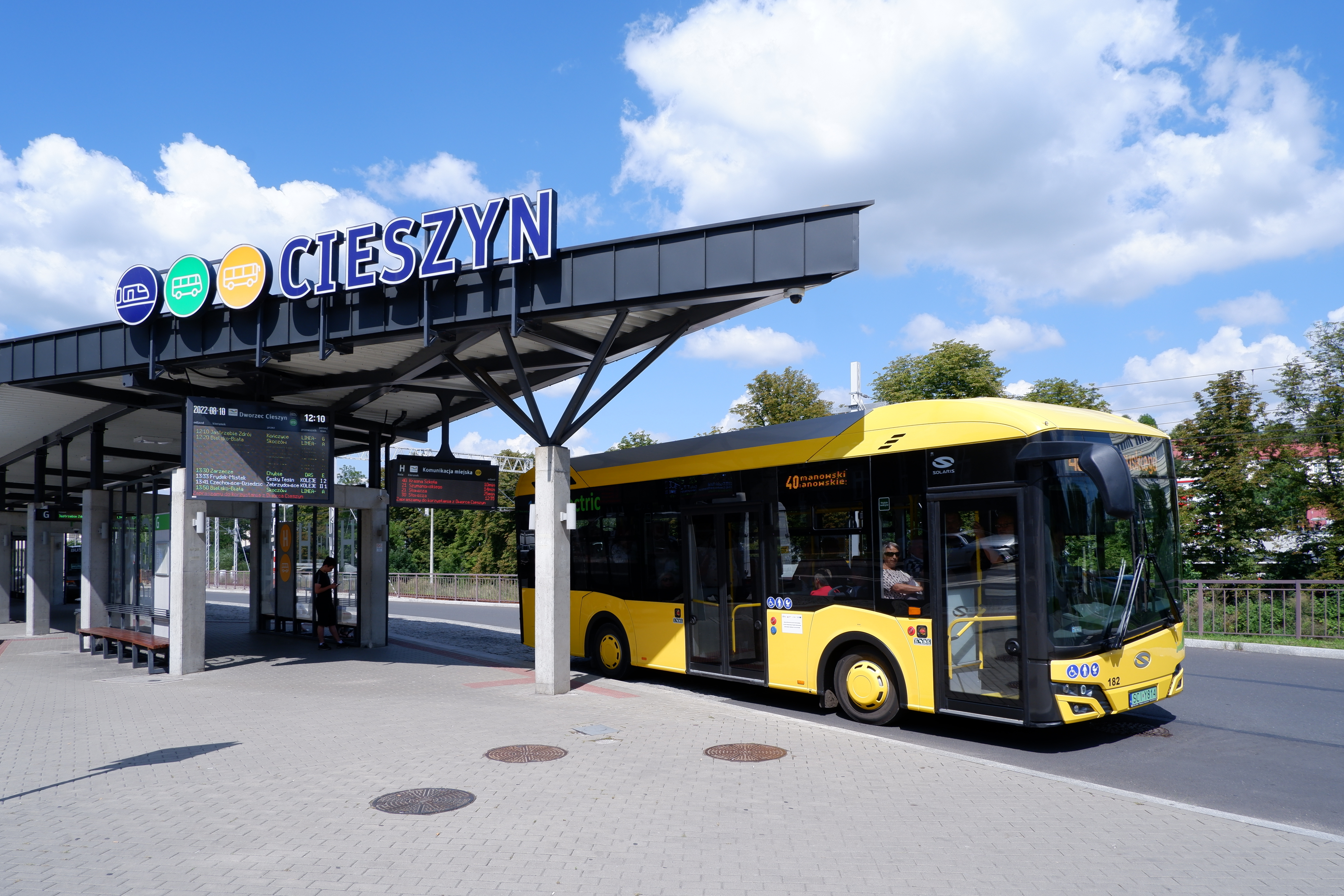
Solaris Urbino 9 LE electric na cieszyńskim dworcu autobusowym

| Model autobusu                                       | Lata produkcji                                       | Eksploatacja od                                      | Numer taborowy                                       | przewóz osób na wózkach                              | Liczba |
| ---------------------------------------------------- | ---------------------------------------------------- | ---------------------------------------------------- | ---------------------------------------------------- | ---------------------------------------------------- | ------ |
| Automet MiniCIty Electric                            | 2019                                                 | 2024                                                 | 188                                                  | -                                                    | 1      |
| Autosan H7-20.07MB                                   | 2008                                                 | 2008                                                 | 170, 171,                                            | przewóz osób na wózkach                              | 2      |
| Jelcz M101I                                          | 2003                                                 | 2003                                                 | 163, 164, 165, 166,                                  | przewóz osób na wózkach                              | 4      |
| Jelcz M101I                                          | 2004                                                 | 2004                                                 | 167,                                                 | przewóz osób na wózkach                              | 1      |
| Mercedes-Benz 516 CDI/Altas Cityline                 | 2014                                                 | 2017                                                 | 176                                                  | przewóz osób na wózkach                              | 1      |
| Solaris Urbino 10                                    | 2009                                                 | 2009                                                 | 172,                                                 | przewóz osób na wózkach                              | 1      |
| Solaris Urbino 10                                    | 2015                                                 | 2015                                                 | 175,                                                 | przewóz osób na wózkach                              | 1      |
| Solaris Urbino 10,5 IV                               | 2019/2021                                            | 2019                                                 | 179, 180, 181                                        | przewóz osób na wózkach                              | 3      |
| Solaris Urbino 9 LE electric                         | 2022                                                 | 2022                                                 | 182, 183                                             | przewóz osób na wózkach                              | 2      |
| Solaris Urbino 12 IV                                 | 2019                                                 | 2019                                                 | 178,                                                 | przewóz osób na wózkach                              | 1      |
| Solaris Urbino 12 LE                                 | 2007                                                 | 2013                                                 | 173,                                                 | przewóz osób na wózkach                              | 1      |
| Solaris Urbino 12 IV electric                        | 2017                                                 | 2024                                                 | 184, 185, 186, 187                                   |                                                      | 4      |
| SOR BN 8,5                                           | 2013                                                 | 2014                                                 | 174,                                                 | przewóz osób na wózkach                              | 1      |
| Wszystkie pojazdy                                    | Wszystkie pojazdy                                    | Wszystkie pojazdy                                    | Wszystkie pojazdy                                    | Wszystkie pojazdy                                    | 23     |
| Udział autobusów niskopodłogowych i niskowejściowych | Udział autobusów niskopodłogowych i niskowejściowych | Udział autobusów niskopodłogowych i niskowejściowych | Udział autobusów niskopodłogowych i niskowejściowych | Udział autobusów niskopodłogowych i niskowejściowych | 100%   |